# محمد بن بكار بن الريان
أبو عبد الله محمد بن بكار بن الريان البغدادي الرصافي مولى بني هاشم، مُحدث صادق، وأحد رواة الحديث النبوي.
حدث عن: عبد الحميد بن بهرام، وأبي معشر نجيح، وفليح بن سليمان، وقيس بن الربيع، ومحمد بن طلحة بن مصرف، والوليد بن أبي ثور، وسوار بن مصعب، وإسماعيل بن زكريا، وإسماعيل بن جعفر، وعباد بن عباد، وهشيم وخلق. وعنه: مسلم بن الحجاج، وأبو داود، وأبو زرعة، وأبو حاتم، وابن أبي الدنيا، وعبد الله بن أحمد بن حنبل، والمعمري، وحامد بن شعيب، وأحمد بن أبي خيثمة، وأحمد بن الحسن بن عبد الجبار الصوفي، وأبو يعلى الموصلي، وعمران بن موسى السختياني، ومحمد بن الحسين بن مكرم، ومحمد بن إسحاق السراج، وموسى بن هارون، وموسى بن إسحاق، والهيثم بن خلف الدوري، وأبو القاسم البغوي، وخلق سواهم.
قال عبد الله بن أحمد بن حنبل: «كان أبي لا يرى بالكتابة عنه بأسا». روى عثمان بن سعيد عن يحيى بن معين: «شيخ لا بأس به». روى عبد الخالق بن منصور عن يحيى بن معين قال: «ثقة»، وكذا قال الدارقطني. قال صالح جزرة: «بغدادي صدوق، يروي عن الضعفاء». قال ابن أبي خيثمة: «سمعته يقول في سنة اثنتين وثلاثين ومائتين أنا اليوم ابن سبع وثمانين سنة».

## وفاته
وقال البخاري وجماعة مات سنة 238 هـ، زاد البغوي وقال في شهر ربيع الآخر، قال الذهبي عاش ثلاثًا وتسعين سنة.